# Xylocopa latipes
Xylocopa latipes är ett bi som beskrevs 1773 av Dru Drury. Arten ingår i släktet snickarbin och familjen långtungebin. Arten lever i Sydasien och inga underarter finns listade i Catalogue of Life.

## Beskrivning
Xylocopa latipes är ett stort bi med en längd från 23 till 33 mm. Huvud och kropp är metalliskt blåsvarta, kroppen med skiftningar i grönt och purpur och tunn, svart till svartbrun behåring som lämnar större delen av bakkroppen nästan helt bar. Även antenner och ben är blåsvarta. Vingarna är blåsvarta vid basen för att sedan övergå till mörkbruna i den yttersta tredjedelen.

## Utbredning
Utbredningsområdet omfattar Sydöstasien från södra Indien över Bhutan, Myanmar, Vietnam, delar av Kina och Filippinerna till Malaysia och Indonesien.

## Ekologi
Arten hämtar pollen från smörblomsträd inom familjen Cochlospermaceae, släktet skattor inom familjen potatisväxter samt Peltophorum pterocarpum och Cassia inom familjen ärtväxter. Endast honor hämtar pollen, som är avsett som föda åt larverna. Beträffande nektar är arten påtagligt polylektisk, den hämtar från blommande växter från ett flertal familjer: Kornellväxter som Alangium salviifolium, oleanderväxter som kronbusksläktet, katalpaväxter som gul trumpetbuske, ärtväxter som bauhiniasläktet, sunnhampor, Gliricidia sepium och Pongamia pinnata, kransblommiga växter som Anisomeles- och Gmelina-arter, familjen Lecythidaceae som Careya arborea, familjen Moringaceae som pepparrotsträd, slideväxter som rosensky samt pockenholtsväxter som tiggarnöt.
Som många andra snickarbin har arten ett särskilt utrymme för kvalster på bakre delen av mellankroppen. Många av kvalstren som utnyttjar detta utrymme för transporter är symbiotiska kvalster som lever av svampar (bland annat mögelsvampar) som hotar matförråd och larver i bona, men det förekommer också att det utnyttjas av kleptoparasiter, som lever av de insamlade matförråden; en del av dessa går så långt att de dödar ägget eller larven, för att slippa konkurrenter om födan.

### Fortplantning och bobyggande
Som de flesta snickarbin inrättar arten sina larvbon i trävirke, som bambu, myrtenväxten Syzygium cumini och ärtväxten Senna siamea. Det är honorna som står för bobyggandet; varje bo tar ungefär en vecka att gräva ut med hjälp av käkarna. Typiska bon består av 2 till 5 gångar med larvceller, omkring 11 cm långa och drygt 2 cm i diameter. Larvcellerna förses med näring bestående av pollen blandat med nektar. Mellan två och fyra generationer bin brukar födas upp per år, vanligen mellan februari och november, ibland med en paus under maj till juli. Det är vanligt att samma bo används under flera år.